# Chiesa di Sant'Agata (San Michele all'Adige)
La chiesa di Sant'Agata è una chiesa sussidiaria di Faedo, frazione di San Michele all'Adige in Trentino. Appartiene alla parrocchia del Santissimo Redentore e rientra nella zona pastorale di Mezzolombardo dell'arcidiocesi di Trento. Risale al XII secolo.

## Storia

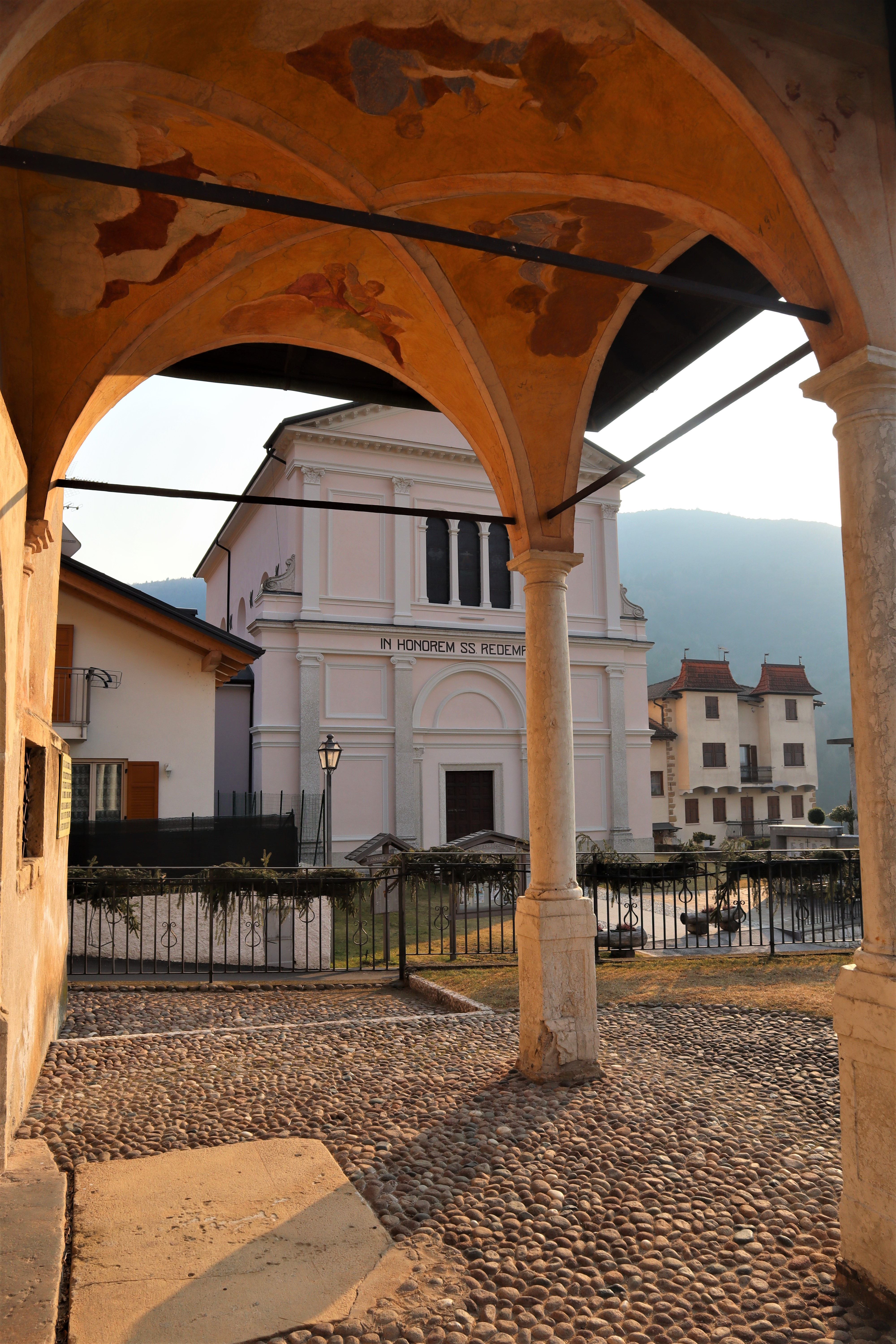
Protiro con vista sulla vicina chiesa del Santissimo Redentore, della quale è sussidiaria

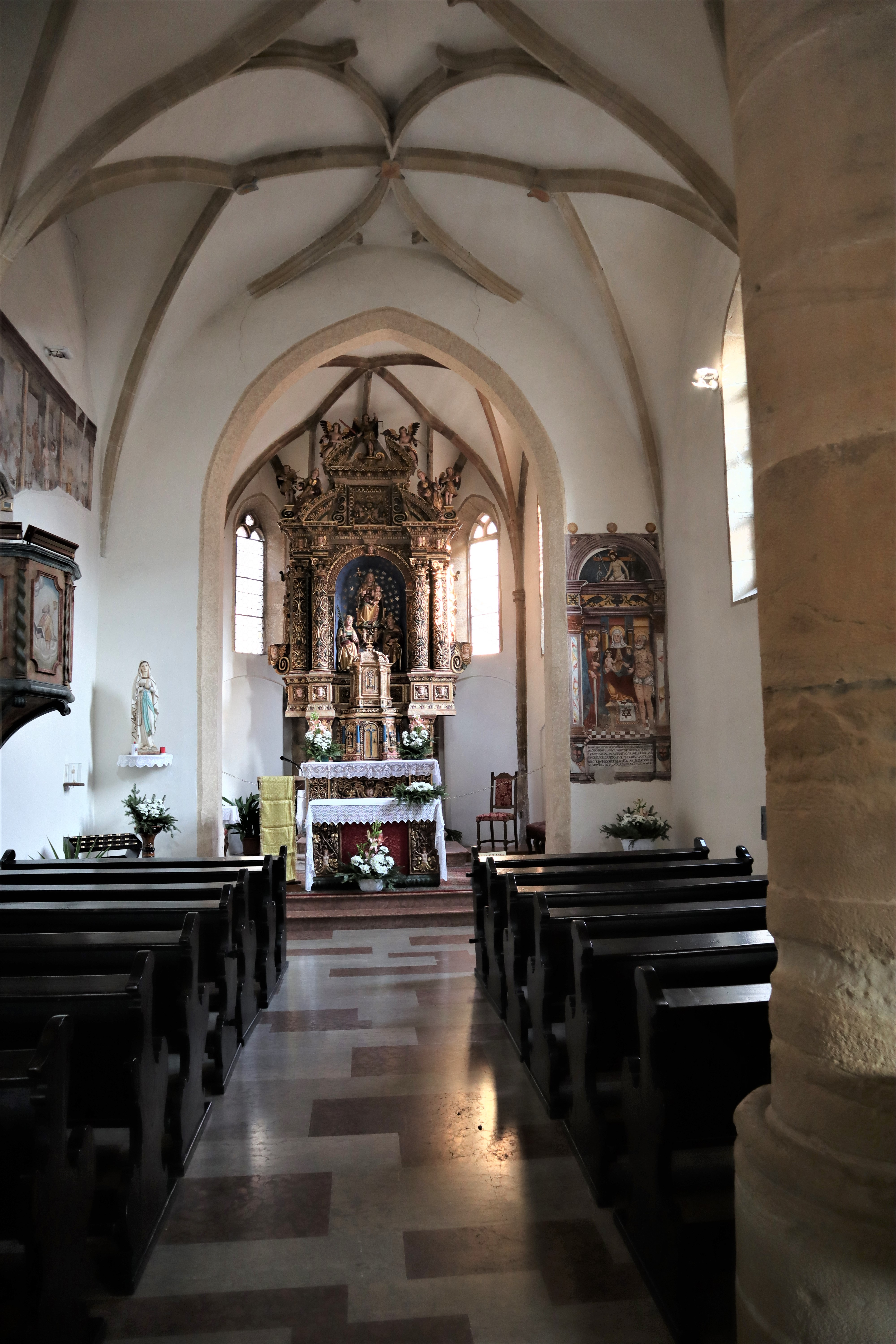
Interno

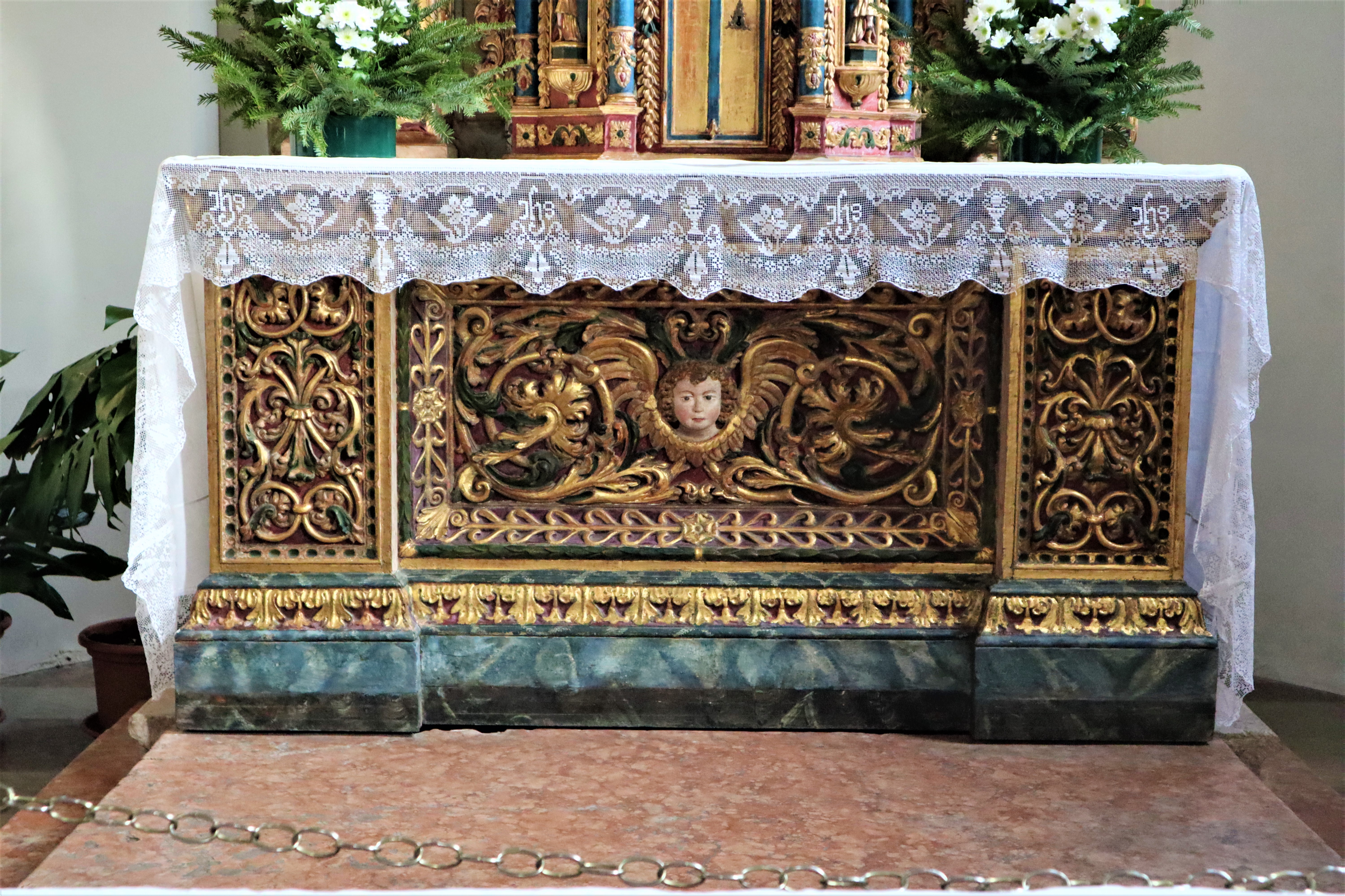
Particolare dell'altare maggiore storico

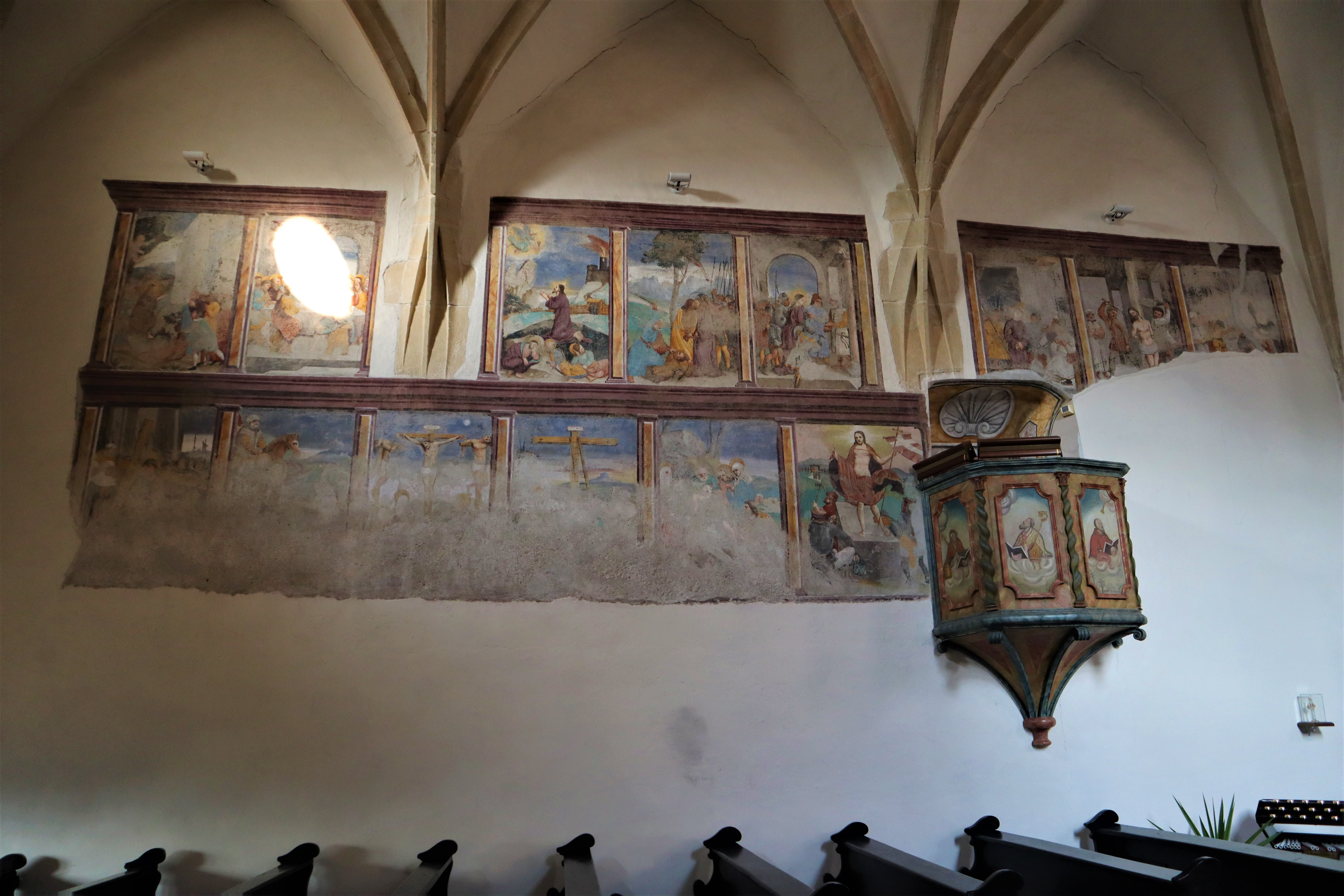
Ciclo di affreschi sulla parete interna della sala

Nel 1145 la chiesa di Sant'Agata a Faedo venne citata perché vincolata, per il versamento della sua decima, alla chiesa di San Michele Arcangelo nella vicina San Michele all'Adige.
Durante il XIV secolo il primitivo edificio venne ampliato e fu consacrato entro il 1370. Verso la fine del secolo seguente venne citata la presenza di un cimitero accanto alla chiesa e, a partire dal 1496, il tempio venne ricostruito in modo completo secondo i dettami dello stile gotico. Il protiro sul prospetto anteriore venne posto nel XVI secolo.
La decorazione interna con dipinti ad affresco raffiguranti la Passione di Cristo risale al periodo compreso tra il 1540 e il 1560. Ottenne dignità di chiesa curiaziale nel 1637.
Un nuovo arricchimento con affreschi fu realizzato nel XVIII secolo, ad opera di maestro di scuola trentina. A partire dagli anni settanta la chiesa fu oggetto di restauri conservativi e nelle primi fasi di tali lavori venne portato alla luce l'affresco nel presbiterio prima nascosto da un'ancona in legno. I momenti conclusivi dei lavori si sono avuti nel 1999, con la posa di un nuovo impianto di riscaldamento.

## Descrizione

### Esterni
La facciata è particolare, con la torre campanaria che occupa quasi l'intera metà della sua superficie. Il protiro è elegante, decorato con affreschi e fa accedere al portale in stile gotico. La copertura della torre campanaria è a piramide curvilinea alla base.

### Interni
L'interno conserva nove scudi con le insegne di duchi d'Austria, di conti del Tirolo, di vescovi di Trento e della famiglia Thun.
Sull'arco santo è presente un affresco del 1533 di scuola lombarda. 
L'altar maggiore venne decorato ad oro da Bartolomeo Costanzi, che curò in tal modo anche l'organo.